# 江原詩織
江原 詩織（えばら しおり、10月14日 - ）は、日本の女性声優。以前はオフィス野沢に所属していた。群馬県出身。

## 出演

### テレビアニメ
2006年
- きらりん☆レボリューション（美央、なな、女の子）

2007年
- DARKER THAN BLACK -黒の契約者-（教団信徒）

2008年
- 墓場鬼太郎（ウエイトレス、カロリーヌ）

2009年
- 極上!!めちゃモテ委員長（2009年 - 2010年、ギャル、エリ、男の子、内木妹、女生徒、女子） - 2シリーズ

### ゲーム
2008年
- Φなる・あぷろーち2 〜1st priority〜